# Ada euodes
Ada euodes là một loài thực vật có hoa trong họ Lan. Loài này được (Rchb.f.) D.E.Benn. & Christenson mô tả khoa học đầu tiên năm 1998.